# Константінос Мавропанос
Константінос Мавропанос (грец. Κωνσταντίνος Μαυροπάνος, нар. 11 грудня 1997, Афіни) — грецький футболіст, захисник англійського клубу «Вест Гем Юнайтед».

## Клубна кар'єра
Народився 11 грудня 1997 року в місті Афіни. Вихованець футбольної школи клубу «Аполлон Смірніс» з рідного міста.
На початку 2016 року він підписав свій перший професійний контракт терміном на три з половиною роки із клубом «ПАС Яніна». 29 листопада 2016 року в матчі Кубка Греції проти «Агротікос Астерас» Константінос дебютував за основний склад. 5 квітня 2017 року в матчі проти «Верії» він дебютував у грецькій Суперлізі. У поєдинку проти «Астераса» Константінос забив свій перший гол за «ПАС Яніну».
На початку 2018 року Мавропанос перейшов у лондонський «Арсенал». Сума трансферу склала 2,1 млн. євро. 29 квітня в матчі проти «Манчестер Юнайтед» він дебютував у англійській Прем'єр-лізі. Станом на 9 травня 2018 року відіграв за «канонірів» 3 матчі в національному чемпіонаті.
Влітку 2023 року Мавропанос перейшов до англійського «Вест Гем Юнайтед», з яким підписав контракт на п'ять років.

## Виступи за збірну
З 2017 року залучався до складу молодіжної збірної Греції. На молодіжному рівні зіграв у 3 офіційних матчах.

## Статистика виступів

### Статистика клубних виступів
| Сезон                 | Команда               | Чемпіонат             | Чемпіонат | Чемпіонат | Національний кубок | Національний кубок | Національний кубок | Континентальні кубки | Континентальні кубки | Континентальні кубки | Інші змагання | Інші змагання | Інші змагання | Усього | Усього |
| Сезон                 | Команда               | Ліга                  | Ігор      | Голів     | Ліга               | Ігор               | Голів              | Ліга                 | Ігор                 | Голів                | Ліга          | Ігор          | Голів         | Ігор   | Голів  |
| --------------------- | --------------------- | --------------------- | --------- | --------- | ------------------ | ------------------ | ------------------ | -------------------- | -------------------- | -------------------- | ------------- | ------------- | ------------- | ------ | ------ |
| 2016–17               | «ПАС Яніна»           | СЛ                    | 2         | 0         | КГ                 | 2                  | 0                  | -                    | -                    | -                    | -             | -             | -             | 4      | 0      |
| 2017–18               | «ПАС Яніна»           | СЛ                    | 14        | 3         | КГ                 | 2                  | 0                  | -                    | -                    | -                    | -             | -             | -             | 16     | 3      |
| Усього за «ПАС Яніну» | Усього за «ПАС Яніну» | Усього за «ПАС Яніну» | 16        | 3         |                    | 4                  | 0                  |                      | -                    | -                    |               | -             | -             | 20     | 3      |
| 2017–18               | «Арсенал»             | ПЛ                    | 3         | 0         | КА+КЛ              | 0+0                | 0                  | ЛЄ                   | 0                    | 0                    | СА            | -             | -             | 3      | 0      |
| Усього за кар'єру     | Усього за кар'єру     | Усього за кар'єру     | 19        | 3         |                    | 4                  | 0                  |                      | -                    | -                    |               | -             | -             | 23     | 3      |